# Rosina Anselmi
Rosina Anselmi (* 26. Juli 1876 in Caltagirone; † 23. Mai 1965 in Catania) war eine italienische Schauspielerin.

## Leben
Anselmi trat zunächst mit ihrem Vater Alessandro auf und entwickelte sich zu einer Instanz des sizilianischen Dialekttheaters in Catania. Nino Martoglio stand in seinen Stücken an ihrer Seite; ebenso spielte sie mit Mimì Aguglia, einer anderen Größe ihrer Heimat. In den ersten Jahren des 20. Jahrhunderts unternahmen beide mit ihrem Ensemble auch eine Nordamerika-Tournee. Danach stand sie mit Angelo Musco für rund dreißig Jahre auf der Bühne (ein erster Filmauftritt zeigt sie mit dem Komiker im Jahre 1917). Schließlich war sie neben Michele Abbruzzo zu sehen. Anselmi wurde durch ihre mitreißende Sympathie und erfrischende Selbstironie bekannt, was sie zwischen 1935 und 1942 auch in einigen Filmen zeigte. Ganz am Ende ihrer Karriere nahm sie auch einige Fernsehaufgaben wahr.

## Filmografie (Auswahl)
- 1917: San Giovanni decollato
- 1942: La donna è mobile